# La Chienne
La Chienne és una pel·lícula francesa de 1931 del director Jean Renoir. És la segona pel·lícula sonora del director i la dotzena pel·lícula de la seva carrera. La pel·lícula està basada en la història homònima "La Chienne" de Georges de La Fouchardière que fou adaptada al teatre el 1921 per André Mouëzy-Éon. La pel·lícula va ser refeta per Fritz Lang als Estats Units com Scarlet Street (1945).
La Chienne va ser llançat per The Criterion Collection tant en Blu-ray com en DVD, recentment restaurat en 4K, el 14 de juny de 2016.

## Argument
Maurice Legrand (Michel Simon), un mediocre caixer i aspirant a pintor, està miserablement casat amb Adèle, una dona maltractadora que el maltracta. Després d'una celebració a l'empresa on treballa, Maurice es troba amb un home anomenat André "Dédé" Jauguin (Georges Flamant) colpejant una jove anomenada Lucienne "Lulu" Pelletier (Janie Marèse) al carrer. Maurice protegeix la Lulu i la porta a casa. La Lulu, que és una prostituta, li diu a l'ingenu Maurice que Dédé és el seu germà, però que en realitat és el seu proxeneta. Maurice lloga un apartament per la Lulu i ella es converteix en la seva amant. Aviat porta els seus quadres a l'apartament, ja que la seva dona Adèle té la intenció de llençar-los. Però Dédé ven les pintures a un comerciant d'art per una gran quantitat, dient-li que la Lulu les havia pintat amb l'àlies Clara Wood. Quan Maurice es troba amb l'antic marit d'Adèle, que suposadament va morir a la guerra, trama un pla per desfer-se d'Adèle. Aconsegueix la seva intenció, només per descobrir Lulu i Dédé al llit durant la nit. Sorprès, marxa, però torna al matí per parlar amb la Lulu. Ella confessa que estima Dédé i humilia en Maurice, dient-li que l'única raó per la qual es va quedar amb ell eren els seus diners. Maurice l'ataca amb un ganivet i surt de l'apartament sense testimonis. Dédé arriba moments després i descobreix el cos de la Lulu. Dédé és culpat de la mort de Lulu a causa de la seva reputació, i és executat. Maurice es converteix en un vagabund.

## Repartiment (en ordre de crèdits)
- Michel Simon com Maurice Legrand
- Janie Marèse com a Lucienne 'Lulu' Pelletier
- Georges Flamant com André 'Dédé' Jauguin
- Magdeleine Bérubet com Adèle Legrand
- Roger Gaillard com el sergent Alexis Godard
- Jean Gehret com a Dugodet
- Alexandre Rignault com a Langelarde
- Lucien Mancini com Wallstein
- Marcel Courmes com a coronel
- Max Dalban com a Bernard
- Henri Guisol com Amédée
- Romain Bouquet com a Henriot
- Pierre Desty com a Gustave
- Jane Pierson com a conserge
- Christian Argentin com a jutge instructor
- Sylvain Itkine com a advocat de Dédé
- Colette Borelli com a Lily
- Marthe Doryans com Yvonne

## Producció i conseqüències
A la pel·lícula Michel Simon s'enamora de Janie Marèse, i també ho va fer fora de la pantalla, mentre que Marèse es va enamorar de Georges Flamant, que fa de proxeneta. Renoir i el productor Pierre Braunberger havien encoratjat la relació entre Flamant i Marèse per tal d'aconseguir la màxima convicció en les seves actuacions (La Chienne va ser la primera experiència d'actuació de Flamant). Un cop acabada la pel·lícula, Flamant, que amb prou feines podia conduir, va portar a Marèse a fer una volta, va estavellar el cotxe i va morir. Al funeral, Michel Simon es va desmaiar i va haver de ser recolzat mentre passava per davant de la tomba. Va amenaçar a Renoir amb una pistola, dient que la mort de Marèse era tota culpa seva. "Mata'm si vols", va respondre Renoir, "però he fet la pel·lícula".

## Mitjans domèstics
El 23 d'octubre de 2003 La Chienne es va publicar en DVD a França per Opening Distribution, juntament amb altres pel·lícules de Renoir com On purge bébé (1931), Tire-au-flanc (1928), i Catherine (1924), com a part d'una caixa. La pel·lícula es va estrenar més tard juntament amb Partie de campagne de Renoir per M6 Vidéo tant en Blu-ray com en DVD a França el 10 de novembre de 2015.
La Chienne es va estrenar a Amèrica del Nord en LaserDisc el 1989 per Image Entertainment com a part de la "CinemaDisc Collection". La pel·lícula també es va estrenar en VHS per Kino International el 5 de febrer de 2002, que inclou Partie de campagne com a extra. El 14 de juny de 2016, l'empresa estatunidencade distribució de vídeos The Criterion Collection va llançar La Chienne, recentment restaurada mitjançant una transferència digital 4K, en Blu-ray i DVD. Ambdues edicions inclouen una introducció de la pel·lícula de 1961 del director Jean Renoir, una nova entrevista amb un estudiós de Renoir, una nova restauració de On purge bébé de Renoir, una conversa de 95 minuts entre Renoir i l'actor Michel Simon dirigida per Jacques Rivette, nous subtítols en anglès per a la pel·lícula, i un assaig de l'estudiosa de cinema Ginette Vincendeau. La nova portada de Blu-ray i DVD, així com el pòster interior, van ser il·lustrats per Blutch.